# Nilotemnus comboni
Genre
Espèce
Nilotemnus comboni, unique représentant du genre Nilotemnus, est une espèce de pseudoscorpions de la famille des Atemnidae.

## Distribution
Cette espèce est endémique d'Ouganda. Elle se rencontre vers Aboke.

## Description
Le mâle holotype mesure 2,6 mm et les femelles de 2,86 à 3,56 mm.

## Publication originale
- Klausen, 2009 : A new genus of pseudoscorpion from East Africa (Pseudoscorpiones, Atemnidae). Bulletin of the British Arachnological Society, vol. 14, no 8, p. 334-338.